# 岩谷源一
岩谷 源一（いわや もとかず、1977年4月7日 - ）は、RKB毎日放送の元アナウンサーで、現在は、スポーツ部ディレクター。

## 略歴
千葉県出身。血液型O型。渋谷教育学園幕張高等学校を経て早稲田大学卒業後、2002年に入社。同期は石田一洋で、入社当時は仕事や番組の担当を共にすることも多かった。
アナウンサー時代からスポーツを担当することが多かったが、2007年7月の人事異動でアナウンス部からスポーツ部へ移った。現在は制作現場で活動している。また、社内随一の競馬好きのようで、競馬関係の担当ともなっている。

## アナウンサーとしての担当番組

### テレビ
- ザ・プロ野球（福岡ソフトバンクホークス戦）
- 瞬感スポーツ
- P-LIFE
- 今日感テレビ
- 原千晶の北九州バナナ

### ラジオ
- RKBエキサイトナイター